# خوسيه سانتياغو مونيوث
خوسيه سانتياغو مونيوث (بالإسبانية: José Santiago Muñoz)‏ هو صحفي وسياسي تشيلي، ولد في 1780، وتوفي في 1836. انتخب عضو مجلس النواب من شيلي.